# بوتان في الألعاب الأولمبية الصيفية 2012
من المقرر ان تدخل بوتان للمنافسة في دورة ألعاب أولمبية صيفية 2012، لندن المملكة المتحدة، في الفترة من 27 يوليو - 12 أغسطس 2012. وستشارك ب 2 رياضي في 2 رياضة